# Jean Hubert (historien)
Pour les articles homonymes, voir Hubert et Jean Hubert.
Jean Hubert, né à Auteuil le 21 novembre 1807 et mort à Charleville le 28 décembre 1886 est un écrivain et historien français.

## Biographie
Né à Auteuil en 1807, Jean Hubert est le secrétaire particulier de Delphine Gay, puis de Jules Michelet. Après son baccalauréat, il commence une carrière d'enseignant à La Flèche. Il est ensuite nommé à Château-du-Loir, à Mamers, puis à Charleville, dans les Ardennes.  En 1833, il y est chargé de l'organisation de l'enseignement primaire, puis enseigne au collège de Charleville, comme professeur de rhétorique.
Il a laissé plusieurs publications sur les Ardennes, ainsi que de nombreux articles politiques et littéraires. Il a écrit notamment contre l'abolition de la peine de mort.
Il est nommé sous-bibliothécaire de Charleville en 1840, en parallèle de son travail d'enseignant, puis bibliothécaire en titre en 1847, et le reste jusqu'à sa mort, en 1886.
Son chemin croise à plusieurs reprises celui d'Arthur Rimbaud dans les années 1860 et le début des années 1870. Il est son professeur de rhétorique au collège mais Arthur Rimbaud l'évoque également sans le nommer comme bibliothécaire (irascible), dans le poème Les Assis.

## Publications
Il a laissé notamment :
- Géographie historique du département des Ardennes, 1836, 2e édition en 1838.
- Réflexions sur les dangers d'abolir la peine de mort : suivies de Considérations pour arriver à la connaissance de la vérité en matière criminelle, 1840.
- Réponse aux partisans de l'abolition de la peine de mort : suivie de réflexions sur l'abus anti-social que l'on fait des circonstances atténuantes en matière criminelle, 1842.
- Abrégé de la géographie historique du département des Ardennes, à l'usage des écoles primaires, 1846.
- Statistique monumentale du Diocèse de Reims N°II, Monuments historiques proprement dits : département des Ardennes, Paris , 1853.
- Histoire de Charleville, 1854, réédition en 1986 et en 2011[2].
- Chemins de fer des Ardennes, guide-itinéraire, de Reims à Laon, Reims à Charleville, Charleville à Nouzon, Charleville à Sedan, 1860.
- Lettres d'un Champenois à propos du temps présent, 1862.
- Mélanges d'histoire ardennaise, 1876.

### Sources bibliographiques
- Jean-Jacques Lefrère, Arthur Rimbaud, Paris, Éditions Fayard, 2001, 1242 p. (ISBN 2-213-60691-9).
- Rédaction L'Union, « L'histoire de Charleville de Jean Hubert réimprimée », L'Union,‎ 25 novembre 2011 (lire en ligne).

### Sources web
- Ressource relative à la recherche :   - La France savante
- Notices d'autorité :   - VIAF
  - ISNI
  - BnF (données)
  - IdRef
  - LCCN
  - CiNii
  - Pays-Bas
  - WorldCat
- « Nécrologie », sur Lavieremoise.free.fr